# Praktisk tjänstgöring för psykologer
Praktisk tjänstgöring för psykologer (PTP) är ett moment som i Sverige krävs för att erhålla legitimation som psykolog efter genomförd psykologexamen och innebär att personen fullgör ett års praktisk tjänstgöring på en tjänst inrättad för psykologarbete.  PTP-psykologen arbetar under eget yrkesansvar. PTP fullgörs i allmänhet under 12 månader på heltid.
Legitimation för psykologer infördes år 1978. Inom hälso- och sjukvården utgör legitimationen det mest framträdande beviset på en yrkesutövares kompetens och är ett uttryck för att en yrkesutövare står under samhällets tillsyn och har godkänts för yrkesverksamhet inom det område legitimationen  avser.  Legitimationens huvudfunktion är att vara en garanti för att yrkesutövaren har en viss kunskapsnivå och vissa personliga egenskaper.